# 迪克·麦克塔格特
迪克·麦克塔格特（英語：Dick McTaggart，1935年10月15日—2025年3月9日），英国男子拳击运动员。他曾代表英国参加1956年、1960年和1964年夏季奥林匹克运动会拳击比赛，获得一枚金牌和一枚铜牌。